# Claude Théodore Decaen

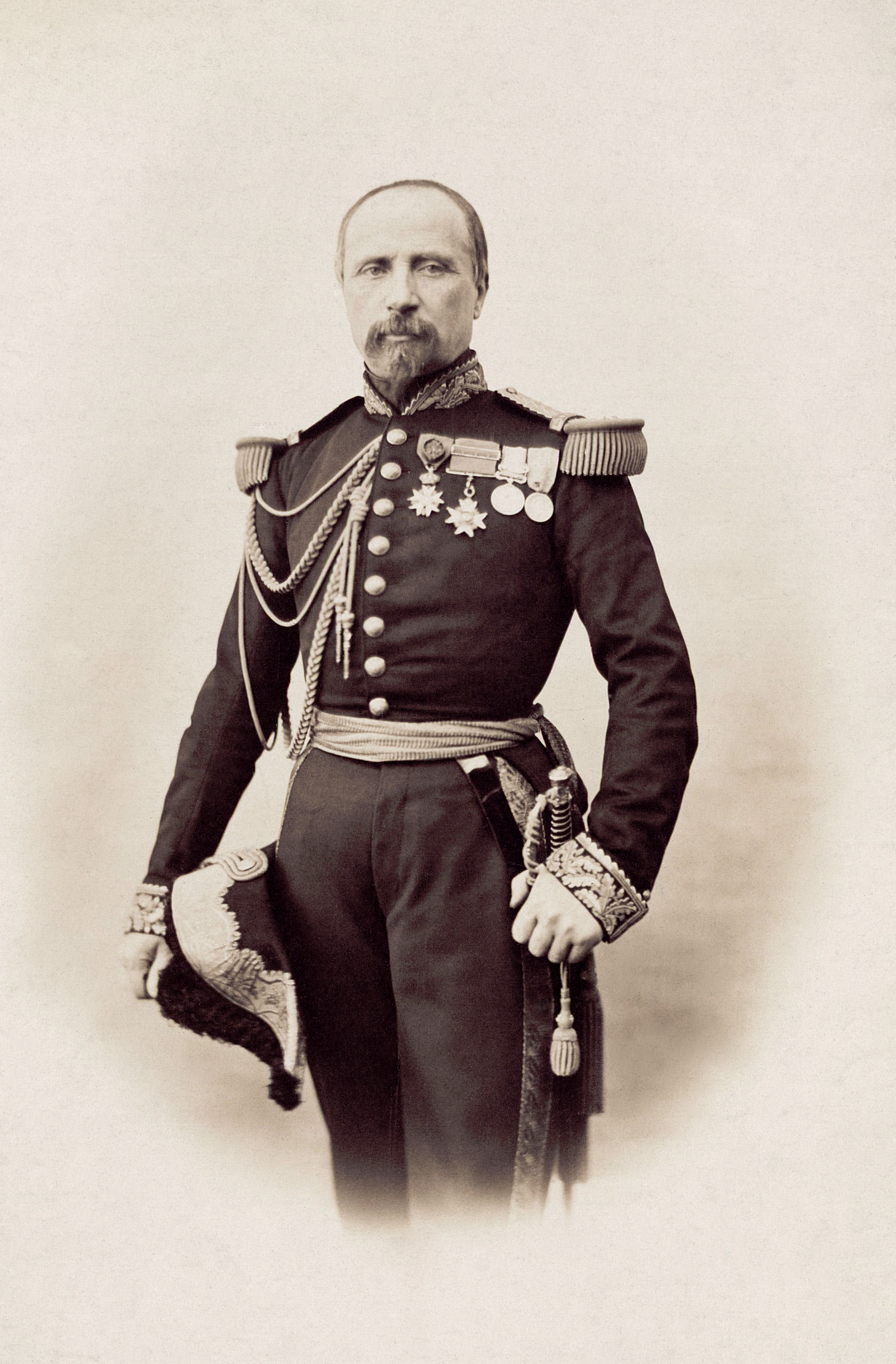
Claude Théodore Decaen

Claude Théodore Decaen (* 1811 in Utrecht; † 17. August 1870 in Metz) war ein französischer General.
Er wurde nach Absolvierung der militärischen Spezialschule von Paris 1829 Sous-lieutenant im 21e régiment d’infanterie. Er machte den ersten algerischen Feldzug (1830–1831) mit und stieg 1838 zum Capitaine auf. 1851 erhielt er das Kommando des „1e bataillon de chasseurs á pied“ (1. Jägerbataillon zu Fuß), mit dem er nach Afrika zurückkehrte. 1855 kam er als Colonel auf die Krim, wurde wegen seines bei der Erstürmung des Fort Malakow bewiesenen Muts zum Général de brigade befördert und erhielt bei seiner Rückkehr nach Frankreich das Kommando über eine Brigade der kaiserlichen Garde.
1859 machte er den italienischen Feldzug mit, wurde am Tag nach der Schlacht bei Magenta an Stelle des gefallenen Generals Espinasse zum Général de division befördert und zeichnete sich in der Schlacht bei Solferino aus, wo er das bei San Cassiano schon verlorene Gefecht in Verbindung mit La Motterouge wieder für die Franzosen gewann.
1870 befehligte er die 4. Infanteriedivision im 3. Armeekorps unter Bazaine, und als dieser das Kommando über die Rheinarmee übernahm, erhielt Decaen am 12. August das Kommando des 3. Korps. Am 14. August in der Schlacht bei Colombey-Nouilly wurde er tödlich verwundet und starb am 17. August in Metz.
| Personendaten    | Personendaten           |
| ---------------- | ----------------------- |
| NAME             | Decaen, Claude Théodore |
| KURZBESCHREIBUNG | französischer General   |
| GEBURTSDATUM     | 1811                    |
| GEBURTSORT       | Utrecht                 |
| STERBEDATUM      | 17. August 1870         |
| STERBEORT        | Metz                    |